# Macrostemum sepultum
Macrostemum sepultum är en nattsländeart som först beskrevs av Hagen 1859.  Macrostemum sepultum ingår i släktet Macrostemum och familjen ryssjenattsländor. Inga underarter finns listade i Catalogue of Life.